# Paso Duarte
Paso Duarte är ett bergspass i Argentina.   Det ligger i provinsen Entre Ríos, i den nordöstra delen av landet, 400 km norr om huvudstaden Buenos Aires. Paso Duarte ligger 52 meter över havet.
Terrängen runt Paso Duarte är mycket platt. Närmaste större samhälle är Federal, 16,7 km norr om Paso Duarte.
Trakten runt Paso Duarte består i huvudsak av gräsmarker. Runt Paso Duarte är det mycket glesbefolkat, med 5 invånare per kvadratkilometer.